# Leïla Hadi
Pour les articles homonymes, voir Hadi.
Leïla Hadi, née le 30 mars 1984 à Metz, est une joueuse internationale algérienne de handball, évoluant au poste d'arrière.
Formée au Handball Metz Métropole, elle y évolue en équipe première de 2001 à 2004 puis de 2005 à 2006. De 2004 à 2005, elle est prêtée une saison à Angoulême. Elle rejoint ensuite Issy-les-Moulineaux, où elle joue très peu, puis Angoulême à nouveau avant de partir à l'étranger, en deuxième division allemande puis espagnole,

## Palmarès

### En club
- championne de France en 2002, 2004 et 2006 (avec Metz Handball )
- vainqueur de la coupe de la Ligue en 2006 (avec Metz Handball )

### Enéquipe d'Algérie
championnats d'Afrique des nations
- 4e place au championnat d'Afrique 2010
- 4e place au championnat d'Afrique 2012
- 6e place au championnat d'Afrique 2016

autres
- Médaille d'or aux Jeux panarabes 2011

### Enéquipe de France
autres
- 5e place du championnat d'Europe junior en 2002